# Ole Rösler
Ole Johannes Rösler, född 17 september 2007, är en tysk simhoppare.

## Karriär

### Junior
Vid junior-EM 2023 i Rijeka tog Rösler guld i parhopp från 10-metersplattformen tillsammans med Espen Prenzyna. Vid junior-EM 2024 i Rzeszów tog han guld i mixedlag tillsammans med Tim Axer, Charlotte Lederer och Emily Steinhagen. Vid junior-VM 2024 i Rio de Janeiro tog Rösler brons i parhopp från 10-metersplattformen tillsammans med Iven Prenzyna.

### Senior
Vid simhopps-EM 2025 i Antalya gjorde Rösler sin mästerskapsdebut som senior och tog tre silver. Medaljerna tog han individuellt i 10-metersplattformen, parhopp från 10-metersplattformen tillsammans med Espen Prenzyna samt i mixedlag tillsammans med Lena Hentschel, Pauline Pfeif och Moritz Wesemann.